# La temperatura
«La temperatura» es una canción del cantante y actor colombiano Maluma en colaboración con el cantante puertorriqueño Eli Palacios. La canción se lanzó en el mixtape PB.DB The Mixtape. Se estrenó como el primer sencillo el 11 de junio de 2013 por Sony Music Colombia. La canción llegó al top diez en la lista de Colombia y alcanzó el número 24 en la lista de Billboard Hot Latin Songs.

## Vídeo musical
El video musical de «La temperatura» se estrenó el 3 de julio de 2013 en la cuenta Vevo de Maluma en YouTube. El video musical fue dirigido por 36 Grados y ha superado los 290 millones de visitas en YouTube.

## Posicionamiento en listas
| Listas (2013)                     | Mejor posición |
| --------------------------------- | -------------- |
| Colombia (National-Report)        | 7              |
| España (PROMUSICAE)               | 30             |
| Estados Unidos (Hot Latin Songs)  | 24             |
| Estados Unidos (Latin Pop Songs)  | 8              |
| Estados Unidos (Tropical Airplay) | 25             |
| México Airplay (Billboard)        | 36             |

## Certificaciones
| País (organismo certificador) | Certificación | Unidades certificadas |
| ----------------------------- | ------------- | --------------------- |
| España (PROMUSICAE)           | Oro           | 40 000                |